# Dorian Yates

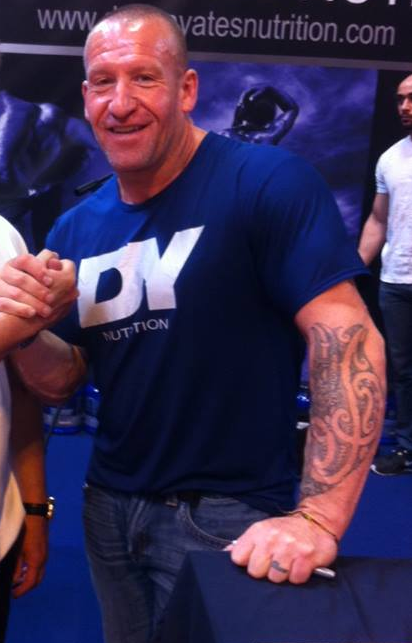
Dorian Yates, 2016

Dorian Andrew Mientjez Yates (* 19. April 1962 in Sutton Coldfield, Birmingham, England) ist ein ehemaliger britischer Bodybuilder.

## Leben

### Als Bodybuilder
Yates begann im Alter von 21 Jahren mit dem Training. Später zählte er zu den wenigen Bodybuildern, welche ausschließlich nach dem Prinzip des High Intensity Trainings trainierten. Er gewann sechsmal in Folge (1992 bis 1997) den Mr.-Olympia-Wettbewerb  und zählt damit zu den international erfolgreichsten Bodybuildern. Bis zum Gewinn des Titels durch Samson Dauda im Jahr 2024 war er der letzte europäische Bodybuilder, der diesen renommierten Wettbewerb gewinnen konnte. 1997 trat er verletzungsbedingt vom Wettkampfsport zurück. Heute betreibt er ein Online-Coaching-Programm unter dem Namen Dorian Yates Academy.

### Familie
Yates ist verheiratet mit dem brasilianischen Fitnessmodel Gal Yates, hat zwei Kinder und ein Enkelkind. Er lebt in Marbella. Sein Sohn Lewis ist ebenfalls Bodybuilder.

## Trivia
Yates trainierte stets zurückgezogen in Birmingham, was zur Folge hatte, dass seine internationalen Konkurrenten nicht abschätzen konnten, in welcher Wettkampfverfassung er sich augenblicklich befand. Dieser Umstand brachte ihm den Spitznamen The Shadow (deutsch: Der Schatten) ein.

## Ehrungen und Auszeichnungen
Im Jahr 2003 wurde Yates in die Hall of Fame der International Federation of Bodybuilding & Fitness aufgenommen.

## Videos
- Dorian Yates, Mr. Olympia: Blood & Guts – The Video, 1996 (englisch)